# Vermaschung (Psychologie)
Vermaschung ist ein Begriff aus der Psychologie.
Er beschreibt ein ständiges Beharren einer Familie auf Gemeinsamkeit und Gemeinschaftlichkeit sowie ein Abwehren von Autonomie und Selbstverwirklichungsbestrebungen. Zu verstehen ist dieser Begriff im Kontext einer anorektischen Essstörung. Die Vermaschung verhindert die freie Persönlichkeitsentfaltung von unter der Krankheit Leidenden und ist einer der Gründe für die Entwicklung von anorektischem Verhalten, mithilfe dessen sie ein Stück Macht über sich selbst zurückzubekommen suchen.
„Alles was das Kind tut, macht es nicht für sich, sondern für die Vorstellung der Eltern. Es hat die Formen auszufüllen, in die es seine Eltern gegossen haben. Und was immer es tut, es ist nicht genug“ (Franke 2003).